# Efferaberg
Der Efferaberg bei Degersheim in Bayern ist ein 645,2 m ü. NHN hoher Berg des Hahnenkamms, eines Teil-Höhenzugs der Fränkischen Alb. Er ist der zweithöchste Berg des Landkreises Weißenburg-Gunzenhausen und der dritthöchste Mittelfrankens.

## Geographische Lage
Der Efferaberg liegt im Naturpark Altmühltal zwischen den Heidenheimer Gemeindeteilen Degersheim im Nordosten und Hechlingen im Südwesten, rund 4 km nordöstlich des Hahnenkammsees. Nach Nordnordosten leitet die Landschaft zum Hörlesbuck (634,7 m) und nach Südwesten zum Kapellenberg (585,5 m) über.
Westlich des Efferaberges fließt die Westliche Rohrach, nach Osten leitet die Landschaft zur etwas entfernten Östlichen Rohrach über. An seinem westlichen Hangfuß befindet sich oberhalb der Rohrach eine gut erhaltene Steinerne Rinne aus Kalktuff, Sinter und Leukophyllit, die zehn Meter lang, bis zu einen Meter breit und 0,3 Meter hoch ist.

## Naturräumliche Zuordnung und Landschaftsschutz
Der Efferaberg gehört in der naturräumlichen Haupteinheitengruppe Fränkische Alb (Nr. 08), in der Haupteinheit Südliche Frankenalb (082) und in der Untereinheit Altmühlalb (082.2) zum Naturraum Hahnenkammalb (082.20), wobei seine Landschaft nach Westen in der Haupteinheitengruppe Fränkisches Keuper-Lias-Land (Nr. 11), in der Haupteinheit Vorland der Südlichen Frankenalb (110) und in der Untereinheit Hahnenkamm-Vorland (110.2) in den Naturraum Hahnenkamm-Vorberge (110.21) abfällt.
Auf dem Efferaberg liegen Teile des Landschaftsschutzgebiets Schutzzone im Naturpark Altmühltal (CDDA-Nr. 396115; 1995 ausgewiesen; 1.632,96 km² groß).

## Verkehr und Wandern
Nordwestlich vorbei am Efferaberg führt die schmale Verbindungsstraße zwischen Degersheim im Nordosten und Hechlingen im Südwesten. Von zuletzt genanntem Dorf verläuft die Staatsstraße 2218 südlich vom Berg ostwärts nach Auernheim. Von dort führt die Kreisstraße WUG 34 östlich am Berg vorbei in Richtung Nordnordwesten nach Degersheim, wo sie auf die St 2218 nach Hechlingen trifft. Somit kann der Berg umfahren werden. Von diesen Straßen aus kann der Berg meist auf Waldwegen und -pfaden erwandert werden.